# Fal (fiume)
Il Fal è un fiume dell'Inghilterra sud-occidentale, che scorre per circa 29 km nella contea della Cornovaglia, e più precisamente nella Cornovaglia sud-occidentale. Il suo estuario rappresenta il terzo porto naturale del mondo.
Dal suo nome deriva quello della cittadina di Falmouth.

## Geografia
Il Fal nasce nella brughiera di Goos (Goos Moor), nei pressi di St Austell e sfocia sulla Manica, nei pressi del villaggio di Ruan Lanihorne, nella penisola di Roseland
Il suo estuario è noto come Carrick Roads: raggiunge una profondità massima di 34 metri.

## Fauna
Il fiume Fal costituisce un habitat naturale per varie specie di uccelli e animali selvatici.

## Galleria d'immagini

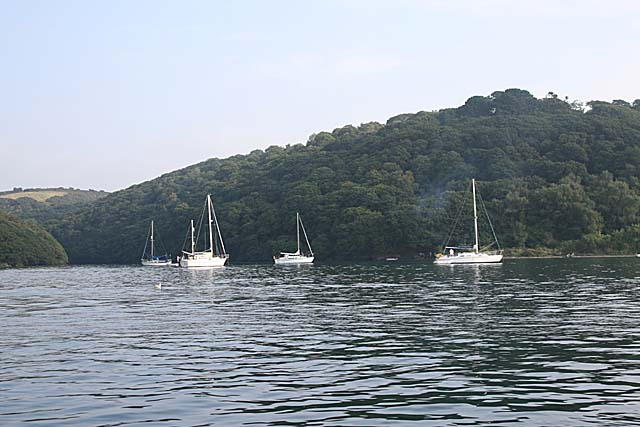
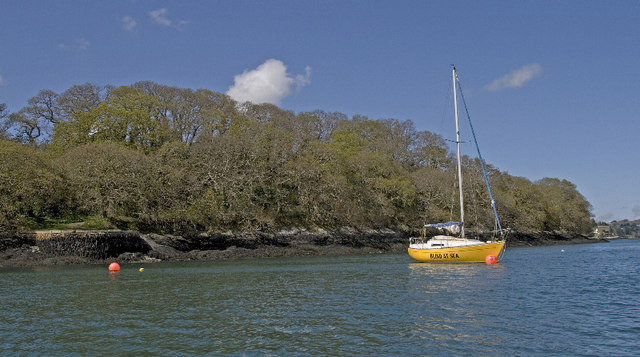
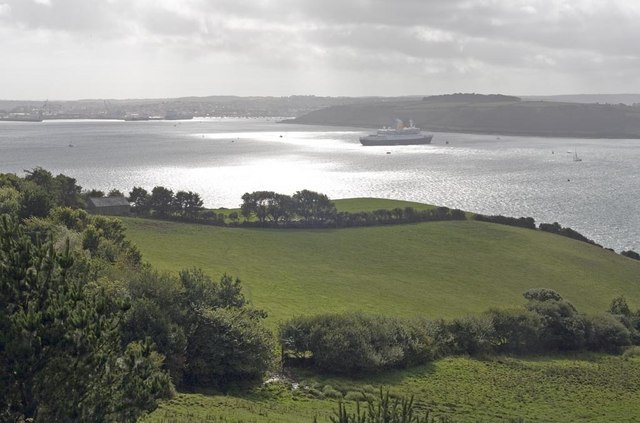
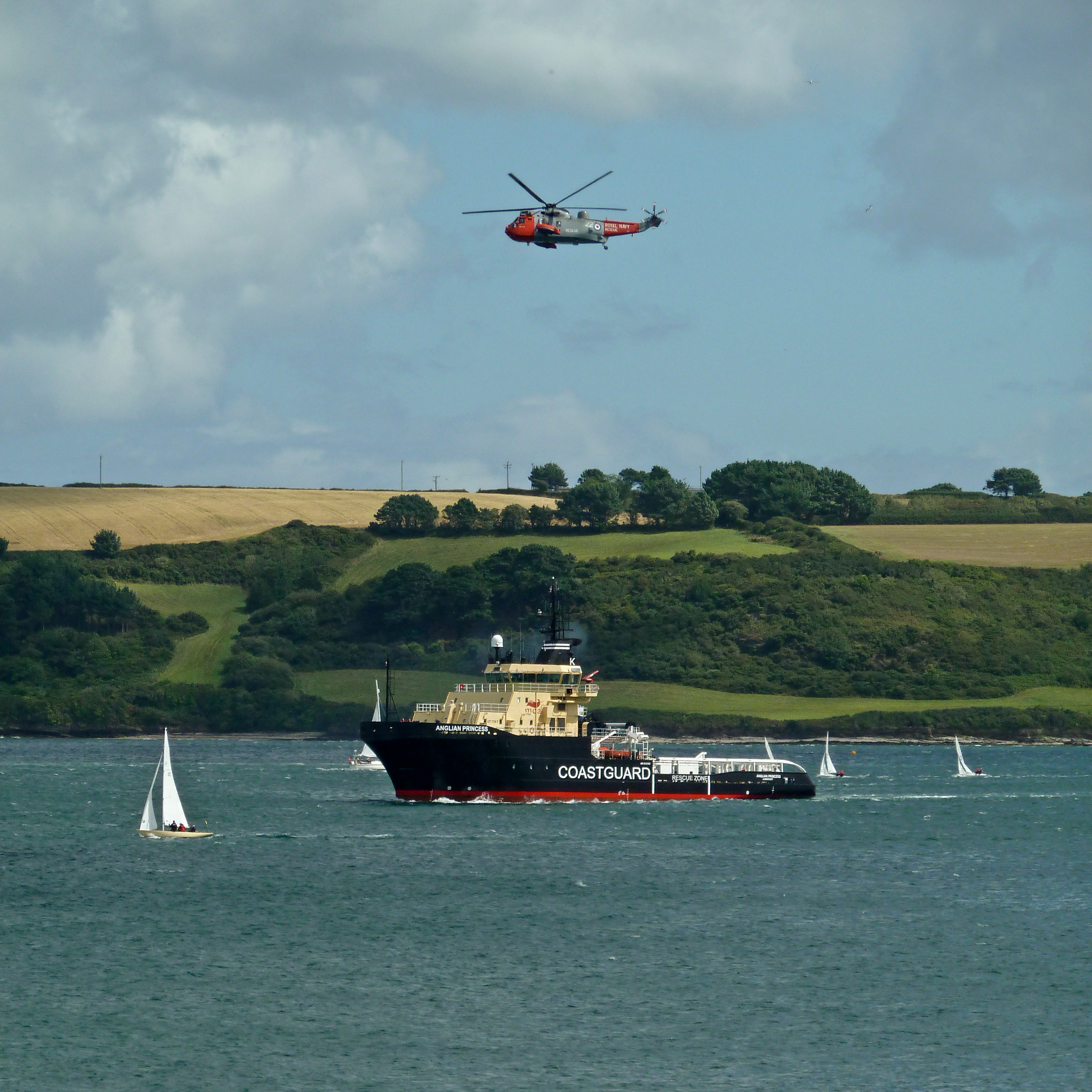
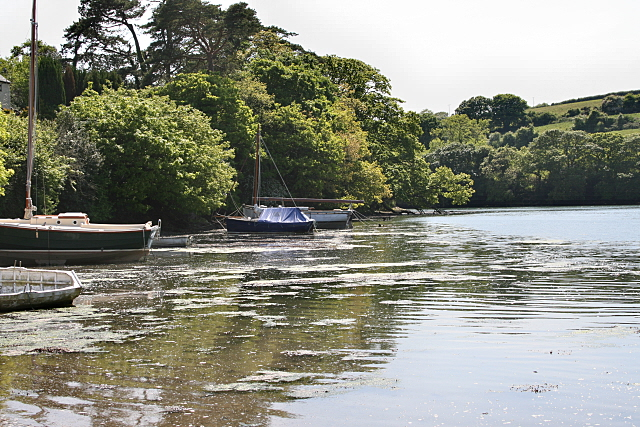

## Luoghi d'interesse lungo il fiume Fal
- Trelissick Garden[4]